# Литвинов, Анатолий Васильевич (легкоатлет)
Анатолий Васильевич Литвинов (род. 19 февраля 1959 года) — советский легкоатлет и российский тренер по лёгкой атлетике. Мастер спорта СССР международного класса. Заслуженный тренер России (2009). Спортивный судья всероссийской категории (2016).

## Биография
Анатолий Васильевич Литвинов родился 19 февраля 1959 года. В юности занимался бегом на короткие дистанции. Тренировался под руководством Заслуженного тренера РСФСР Р. Г. Мовчана. Чемпион СССР, чемпион Спартакиады народов СССР в эстафетном беге. Впоследствии начал специализироваться в беге на марафонские и сверхмарафонские дистанции.
Экс-рекордсмен Европы среди юниоров в беге на 200 метров (20,65). После окончания карьеры спортсмена перешёл на тренерскую работу. Окончил Липецкий государственный педагогический университет. Занимал должность руководителя физического воспитания СПТУ № 7 Липецка, также был заместителем директора липецкой СДЮСШОР № 13. Трудился советником отдела по развитию летних олимпийских видов спорта и советником департамента развития летних видов спорта и подготовки к Чемпионату мира по футболу 2018 в Министерстве спорта, туризма и молодёжной политики Российской Федерации.
С 2002 по 2012 год был директором Центра спортивной подготовки «Школа высшего спортивного мастерства» Липецкой области, при этом также лично занимался тренировка со спортсменами. В настоящее время работает тренером по лёгкой атлетике в ШВСМ.
В 2018 году вместе с семьёй эмигрировал в США.
Наиболее высоких результатов среди его воспитанников добились:
- Людмила Литвинова — двукратный бронзовый призёр чемпионатов мира (2009, 2011)[6][7],
- Ксения Рыжова (Вдовина) — чемпионка мира 2013 года, чемпионка Европы в помещении 2011 года[8].

### Семья
Женат на Татьяне Михайловне Литвиновой (Валивахиной). Дочь — Людмила (род. 1985).

## Награды и звания
- Почётное звание «Заслуженный тренер России» (2009)[9].
- Медаль ордена «За заслуги перед Отечеством» II степени (2010)[10].
- Спортивный судья всероссийской категории (2016)[11].